# Brawl Stars
Brawl Stars (британское произношение: [bɹɔːl stɑːz]) — игра для мобильных устройств в жанрах MOBA и геройский шутер, разработанная и изданная финской компанией Supercell. Глобальный релиз состоялся 12 декабря 2018 года.

## Игровой процесс

Скриншот игрового процесса. Бой в режиме «Тройное столкновение» за бойца Динамайк

Цель игрока — продвигаться по трофейной дороге «Путь к славе», участвовать в боях с другими игроками, а также получать и улучшать новых игровых персонажей с уникальными способностями и характеристиками.
Геймплей сосредоточен на том, чтобы в одиночку, командой из двоих или в кооперативе из троих или пяти человек победить команду других игроков, или противника под руководством ИИ, в разнообразных игровых режимах. Игроки могут выбрать персонажей, каждый из которых имеет свои навыки и суперспособность. Персонажей можно получать на пути «Дорога Старр» за кредиты, а гаджеты, звёздные силы, снаряжение, гиперзаряды — покупать за монеты, кристаллы, настоящие деньги в особых акциях во внутреннем магазине, или получив из призов Старр.
В майском обновлении игры 2020 года была добавлена новая система продвижения — Brawl Pass. При участии игроков в сражениях, обновлении режимов, выполнении квестов, они зарабатывают боевой опыт, используемый для разблокировки уровней наград. Игроки могут получать кредиты, кристаллы, блинги, монеты, очки силы, значки (эмодзи, которые можно использовать во время боёв или в комнате командной игры), спреи (специальные рисунки, которые можно оставлять на поле боя), иконки профиля (аватары игрока), призы Старр и скины (доступны только при покупке Brawl Pass, или Brawl Pass Plus). Существует три типа Brawl Pass: бесплатный и две платные вариации, Brawl Pass и Brawl Pass Plus. Brawl Pass Plus стоит дороже стандартной платной версии и включает больше наград, такие как кристаллы, монеты, очки силы, блинги, выбор бойца различной редкости, титул и цветовые вариации скина Brawl Pass.
Некоторые игроки в режиме одиночного столкновения объединяются, чтобы совместно уничтожить остальных и повысить свои шансы на победу. Несмотря на отсутствие чата в боях, они разработали способ невербального общения. Завидев потенциального союзника, игрок предлагает сотрудничество, вращая своего бойца. Однако нередко после установления доверия один из игроков предаёт другого и убивает его. Подобная тактика наблюдается и в Fortnite, а также в PUBG: Battlegrounds, что может свидетельствовать о её эффективности. Компания Supercell неоднократно заявляла, что эта стратегия противоречит задумке игры и раздражает других игроков. Хотя разработчики предпринимали попытки искоренить такую тактику, полностью избавиться от неё не удалось.
В декабре 2022 в обновлении были удалены все виды ящиков и появился новый способ получения бойцов — продвижение по «Дороге Старр». Для продвижения по ней игрок должен собирать кредиты. Игрок получает бойца после сбора определённого количества кредитов (в зависимости от редкости бойца). До декабря 2023 существовали хромакредиты, с помощью которых можно было разблокировать бойцов хроматической редкости. После этого, все хроматические бойцы были переквалифицированы в другие редкости, а сама редкость была удалена. В июне 2023 года в игру была добавлена новая система получения наград — «Призы Старр», ставшие заменой ящикам, но содержащие один вид награды.

### Режимы игры
- Столкновение (англ. Showdown) — режим в жанре королевской битвы. Есть 3 типа режима — одиночное, парное и тройное. В одиночном столкновении побеждает последний выживший среди 10 игроков, в парном — последняя выжившая команда из 2-х игроков среди 5 команд (тоже по 2 игрока), а в тройном — последняя выжившая команда из 3-х игроков среди 4 команд. По карте разбросаны ящики с кубиками усилений, повышающие здоровье и урон игрока. Кубики усилений также выпадают из поверженных бойцов. Со временем карта будет сужаться к центру ядовитыми облаками, наносящими процентный возрастающий урон игрокам каждую секунду, зависящий от количества очков здоровья бойца[7][8][9].
- Броулбол (англ. Brawlball) — режим 3 на 3 или 5 на 5, где главная задача — забить 2 гола в ворота противников мячом. Если не было забито второго гола, то побеждает команда с большим счётом. Если счёт равный, то игрокам даётся 1 минута для забивания гола, однако все препятствия на карте будут разрушены. Если за дополнительное время никто не сможет забить гол, то игрокам присваивается ничья.
- Нокаут (англ. Knockout) — режим 3 на 3 или 5 на 5, в котором цель команды — выиграть два раунда из трёх, уничтожив всех бойцов вражеской команды. Со временем игровое поле заполняется ядовитыми облаками. В формате 5 на 5 после каждого убитого игрока у оставшихся союзников увеличиваются урон, боец и запас здоровья.

Также есть две пары попеременно чередующихся между собой режимов:
- Ограбление (англ. Heist) — режим 3 на 3, где главная задача — уничтожить сейф врагов, защищая собственный. Если до конца матча ни один из сейфов не будет уничтожен, то побеждает та команда, у которой здоровье сейфа выше вражеского. Если до конца матча времени обоим сейфам был нанесён одинаковый урон в процентах, то игрокам присваивается ничья[9].
- Горячая зона (англ. Hot Zone) — режим 3 на 3, где главная задача — как можно больше времени стоять на точке, тем самым захватывая её. Побеждает команда которая набрала 100 %, путём захвата всех, либо одной точки. Если до конца матча ни одна из команд не захватит все доступные точки, то побеждает та команда, у которой больше процентов захваченных зон.
- Награда за поимку (англ. Bounty) — режим 3 на 3, где главная задача — заработать 20 звёзд для победы. Звёзды зарабатываются путём убийства противника. В начале игры в центре карты есть дополнительная звезда. Когда один из игроков убивает другого, то к счёту игрока добавляется звезда. Количество заработанных звёзд определяет награду за убийство игрока, после которого количество звёзд обнуляется[9].
- Осада (англ. Siege, удалена 31 августа 2022 года) — режим 3 на 3, где главная задача — уничтожить базу противника. Отличие этого режима от «Ограбления» проявляется в возможности базы самостоятельно обороняться от противников, которые находятся в зоне её действия. С начала игры в центре карты появляются болты. Команда, собравшая больше болтов за отведённое время, сможет призвать себе на помощь робота, который идёт к вражеской базе, попутно сражаясь с противниками. Чем больше болтов соберёт команда, тем сильнее робот.
- Дуэли (англ. Duels) — в данном режиме игроки выбирают по 3 бойца, за которых будут сражаться друг против друга. Если игрок проигрывает за одного бойца, то начинает следующий раунд за следующего бойца. Выигрывает тот игрок, который победил трёх бойцов противника.
- Погрузка (англ. Payload, удалена 27 апреля 2022 года) — режим 3 на 3, в котором у каждой команды есть один полезный груз, который они должны довести до конца рельсов. Выигрывает та команда, которая дотолкает свой груз до финальной цели.
- Зачистка (англ. Wipeout) — режим 3 на 3 или 5 на 5, где главная задача — уничтожить бойцов вражеской команды 10 раз (в формате 5 на 5 — 20) раньше противников. Если до конца матча обе команды не смогли уничтожить 10 противников, побеждает та команда, у которой больше убийств. Если у обеих команд одинаковое количество убийств, матч заканчивается вничью.
- Баскетбой (англ. BasketBrawl) — режим 3 на 3, в котором требуется попасть мячом в постоянно двигающееся кольцо. В этом режиме самые маленькие карты в игре. Играют до 5 очков. За попадание за линией — 3 очка, после линии — 2 очка.
- Волейбой (англ. VolleyBrawl) — режим 3 на 3, в котором нужно отбить мяч, чтобы он упал на сторону противника. Играют в этом режиме до двух очков. За попадание — 1 очко.
- Захват кристаллов (англ. Gem Grab) — режим 3 на 3 или 5 на 5, в котором игроки собирают и удерживают кристаллы, появляющиеся через равные промежутки времени из одной или двух шахт. При уничтожении противника все его кристаллы падают на землю и могут быть подобраны любым игроком. Индикаторы команд отображают общее количество кристаллов у их участников. Цель — собрать 10 (или 20 в режиме 5 на 5) кристаллов и удерживать их. Как только одна из команд наберёт нужное количество, начинается 15-секундный отсчёт. Победа присуждается команде, удержавшей больше кристаллов к концу таймера. Отсчёт можно сбросить, если отобрать часть кристаллов у соперников, убивая их, или сравняться с ними по количеству кристаллов[7][8][9].

Дополнительные режимы, изредка появляющиеся по выходным:
- Бой с боссом (англ. Boss Fight) — в данном режиме надо уничтожить робота-босса, попутно обороняясь от его миньонов. Сложность увеличивается с каждым пройденным уровнем сложности.
- Роборубка (англ. Robo Rumble) — в данном режиме необходимо защищать сейф от разных роботов, которые с каждым возрастанием волны становятся сильнее. Как и в Бою с боссом, сложность увеличивается с каждой победой.
- Большая игра (англ. Big Game) — режим, в котором 5 игроков пытаются уничтожить другого игрока, мегабойца, имеющего много очков здоровья и наносящего огромный урон. Если до конца матча игроки победят мегабойца, то победа достанется им, а если мегабоец продержится за это время — победит он.

Есть и особые события:
- Мегакопилка (англ. Mega Pig) — событие для участников клуба, проводимое раз в месяц и продолжающееся 3 дня — с пятницы по понедельник. Каждому члену клуба выдают 15 билетов, используемые для игры в режиме «Мегакопилка» с различными режимами, картами и модификаторами. Награда события — монеты, блинги, очки силы и призы Старр, количество которых зависит от одержимых побед. Для полного заполнения мегакопилки требуется 200 побед от участников клуба в общем[10].
- Чемпионат (англ. Championship) — данное событие начинается в начале года, и доступно раз в месяц до середины года, событие состоит из трёх этапов (испытание, квалификация и финал). За прохождение испытания команде полагается выход в квалификацию, после прохода которой команда может поучаствовать в финале ежемесячного отбора. Через полгода после начала события команды прошедшие в финал могут поучаствовать в мировом финале Чемпионата с денежными вознаграждениями[11].

Начиная с 12 мая 2020 года, в игре выходят сезоны, включённые в сезонный пропуск Brawl Pass. Начиная с 24 марта 2025 года, в игре выходят сезоны, включённые в сезонный пропуск Pro Pass.

## Разработка
Supercell хотели разработать командную игру для мобильных устройств, похожую на League of Legends и Overwatch. По словам Фрэнка Кайенбурга, менеджера сообщества игры, разработчики «сосредоточились на том, чтобы сохранить большую проработанность игры, убрав при этом всё лишнее».
Первый прототип игры под названием Project Laser был создан в 2016 году. В нём игрок управлял персонажем нажатием на экран, а при вхождении врага в зону видимости персонаж атаковал его автоматически. Тестировщики жаловались на медленный геймплей и слабый контроль действий, поэтому в этом же году была разработана первая итерация под названием Laser 2, где персонаж уже атаковал смахиванием, а игра была переведена в вертикальный режим. По словам Антти Суммала, представителя Supercell на Game Developers Conference в марте 2019 года в Сан-Франциско, это было сделано для более естественного удержания мобильного устройства.
В марте 2017 года была выпущена вторая итерация под названием Slugfest, игра перешла в стадию UAT-тестирования. Антти говорил, что «тестировщики и мои коллеги сообщали, что они чувствовали себя настолько перегружены процессом сражения в игре, как будто им надо было делать по 250 действий в минуту», и поэтому вскоре была выпущена третья итерация, которая добавила вариант управления с виртуальным джойстиком ходьбы и стрельбе по нажатию, но это не исправило ситуацию, поскольку в конечном итоге джойстик дрейфовал по всему экрану.
Несмотря на это, 14 июня 2017 года Supercell анонсировала игру в прямом эфире на YouTube. На следующий день игра получила мягкий запуск на iOS в канадском App Store.
Во время мягкого запуска Supercell заметили, что игроки чаще используют виртуальный джойстик вместо нажатия для ходьбы, поэтому 9 марта 2018 года игра была обратно переведена в горизонтальную ориентацию, чтобы «сделать виртуальный джойстик ещё удобнее». После неоднозначной реакции от игроков, Райан Лайтон, бывший менеджер сообщества Brawl Stars, пояснил, что команда «выбирала не между горизонтальным и вертикальным режимом, а между горизонтальным режимом и прекращением разработки игры».
26 июня 2018 игра была выпущена на платформе Android в нескольких странах. 12 декабря 2018 года состоялся полноценный релиз игры.
9 марта 2022 года компания Supercell объявила об удалении своих игр, включая Brawl Stars, из магазинов App Store и Google Play в России и Беларуси из-за вторжения России на Украину.
25 апреля 2023 года компания Supercell заблокировала доступ к игре Brawl Stars на территории России и Беларуси сразу после выхода нового обновления в игре.
В апреле 2024 года была начата коллаборация с фильмом «Годзилла»
5 сентября 2024 года была начата коллаборация с мультсериалом «Губка Боб Квадратные Штаны» и продлилась до 2 октября 2024 года. Коллаборация была начата в честь 25-летия мультсериала.
В декабре была начата коллаборация с мультфильмом «История игрушек», в игру был добавлен временный боец Базз Лайтер, а также скины Вуди Кольт, Бо Пип Биби и Джесси Джесси.

## Критика
| Сводный рейтинг    | Сводный рейтинг |
| Агрегатор          | Оценка          |
| ------------------ | --------------- |
| Metacritic         | 72/100          |
| Иноязычные издания |                 |
| Издание            | Оценка          |
| 148 Apps           | [ 26 ]          |
| Pocket Gamer       | [ 27 ]          |
| Multiplayer.it     | 8/10            |

Игра получила «смешанные отзывы», согласно сайту-агрегатору Metacritic. Издание Multiplayer.it оценило красивый дизайн персонажей, а также разные характеристики, которые отличают их и открывают новые стратегии: «Эта система оказывается особенно надёжной и хорошо реализованной с самого начала: сенсорное управление работает отлично, подбор игроков очень быстрый». Редакция Pocket Gamer написала: «Brawl Stars ожидаемо сделана хорошо», однако она отметила, что «в матчах всегда кажется, что им не хватает ключевого ингредиента».